# Floriano (1899)
Floriano – pancernik obrony wybrzeża Marynarki Wojennej Brazylii z początku XX wieku, zbudowany we Francji. Był drugim okrętem składającego się z dwóch jednostek typu Deodoro. Służył do 1936 roku.
Wyporność okrętu wynosiła 3162 tony. Uzbrojenie obejmowało dwa działa kalibru 240 mm w dwóch wieżach, cztery działa kalibru 120 mm i lżejszą artylerię. Napędzały go maszyny parowe, pozwalające na osiąganie prędkości 14 węzłów. 

## Projekt i budowa
W połowie lat 90. XIX wieku Marynarka Brazylii zamówiła budowę dwóch nowoczesnych pancerników obrony wybrzeża we francuskiej stoczni Société Nouvelle des Forges et Chantiers de la Méditerranée (FCM) w La Seyne-sur-Mer. Do tej pory z większych okrętów artyleryjskich marynarka miała dwa pancerniki zbudowane w latach 80. i kilka przestarzałych okrętów obrony wybrzeża. Od pierwszego okrętu typ ten nazwano typem Deodoro. Stępkę pod budowę drugiego okrętu położono w 1897 roku. Pierwotnie nadano mu 12 grudnia 1896 roku nazwę „Marechal Floriano” (Marszałek Floriano), na cześć drugiego prezydenta Brazylii Floriano Peixoto, lecz jeszcze przed wodowaniem nazwę skrócono do „Floriano”. Wodowano go 6 lipca 1899 roku, a został ukończony w 1900 roku.

## Opis

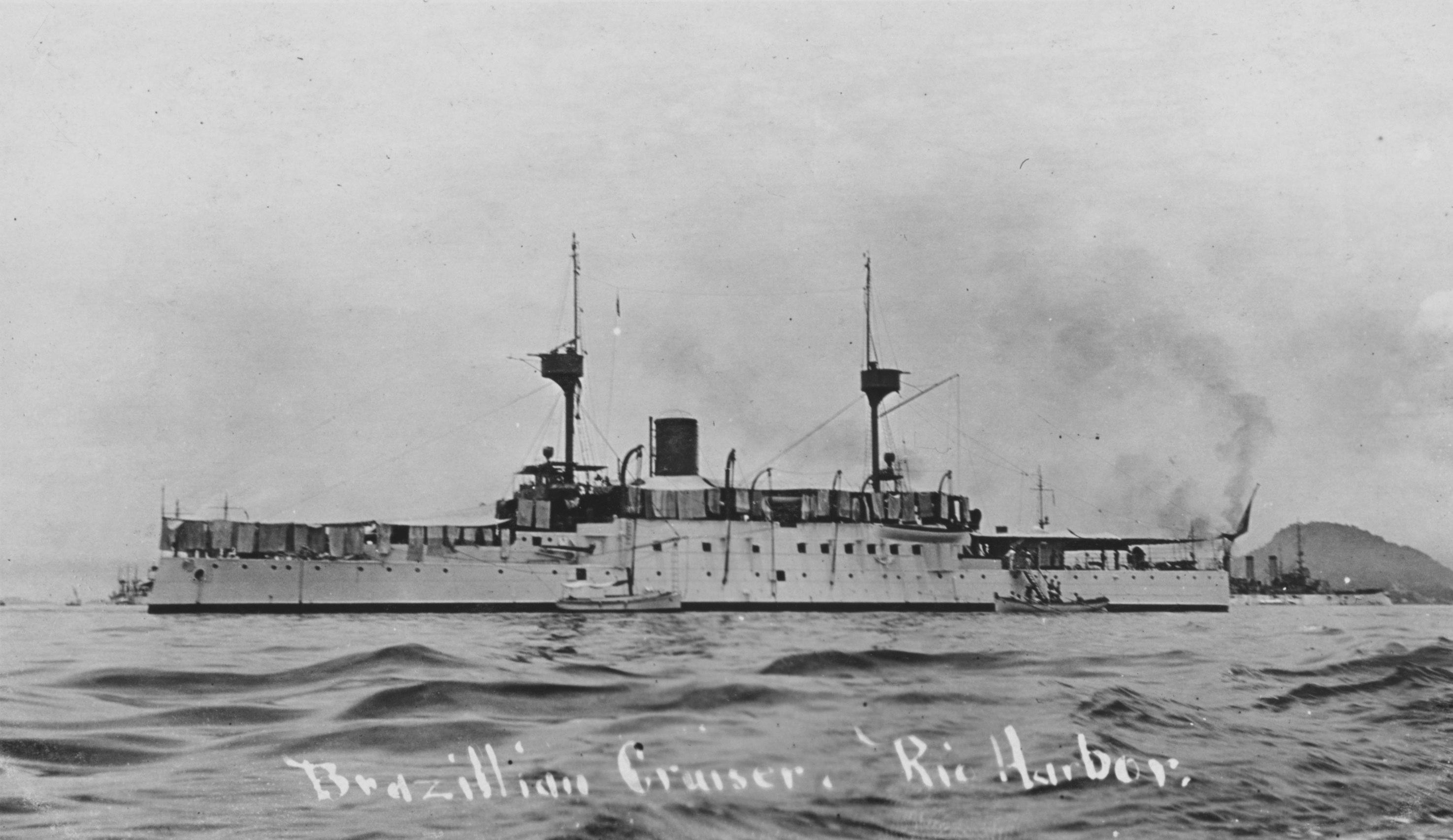
„Deodoro” lub „Floriano” w 1908 roku

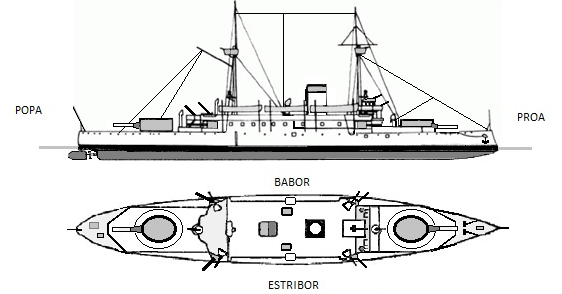
Szkic okrętu

Wyporność normalna okrętów wynosiła 3162 tony angielskie, a pełna 3350 ton. Długość całkowita wynosiła 83,6 m, szerokość: 14,4 m, a największe zanurzenie na rufie: 4,4 m.

### Uzbrojenie
Uzbrojenie główne składało się z dwóch armat kalibru 240 mm, umieszczonych w wieżach na dziobie i rufie. Istnieją jednak rozbieżności w publikacjach w zakresie modelu dział zastosowanych na okrętach: Schneidera o długości lufy L/40 (40 kalibrów), Armstronga Pattern D L/40, albo Armstronga L/45. Działa Armstronga L/40 strzelały pociskami o masie 160 kg.
Artylerię średnią stanowiły cztery działa szybkostrzelne kalibru 120 mm umieszczone w kazamatach w narożnikach nadbudówki. Początkowo były to armaty Schneidera o długości lufy L/50, wkrótce po wejściu do służby wymienione na brytyjskie Armstronga o tej samej długości lufy. Uzupełniało je sześć szybkostrzelnych dział kalibru 57 mm Nordenfelta, ustawionych na pokładzie nadbudówki z tarczami ochronnymi.  Lekkie uzbrojenie tworzyły dwa działa kalibru 37 mm Vickers na marsach bojowych i dwa karabiny maszynowe Hotchkiss kalibru 7 mm. Okręty miały dwie podwodne wyrzutnie torped kalibru 450 mm z zapasem sześciu torped. Wyrzutnie torped zdemontowano w 1917 roku.

### Opancerzenie
Opancerzenie burt stanowił pas pancerny ze stali niklowej Harveya o grubości do 350 mm na śródokręciu, zmniejszającej się do 105 mm na dziobie i rufie. Na dolnej krawędzi grubość pasa zmniejszała się do 150 mm. Pas miał wysokość 1,7 m i sięgał na 1 m poniżej konstrukcyjnej linii wodnej.   Oparty był na drewnianej podkładce grubości 100-120 mm. Pokład pancerny ze skosami bocznymi miał grubość 45 mm, z dwóch warstw.
Wieże artylerii głównej miały pancerz do 200 mm. Kazamaty artylerii średniej były chronione przez pancerz grubości 52 mm i dwie warstwy stali konstrukcyjnej, łącznie grubości 76 mm. Ponadto stanowisko dowodzenia było chronione pancerzem 125 mm.

### Napęd
Napęd stanowiły dwie pionowe maszyny parowe potrójnego rozprężania, rozwijające moc indykowaną 3400 hp. Napędzały dwie czteropłatowe śruby o średnicy 320 cm. Były zasilane w parę przez osiem kotłów wodnorurkowych firmy Lagrafel d′Allest, rozdzielonych na cztery grupy po dwa kotły. W 1915 roku zostały one wymienione na cztery kotły systemu Babcock & Wilcox. Zapas paliwa wynosił 240 ton węgla. W Meksyku kotły zostały dostosowane do paliwa płynnego, którego zapas zwiększono do 440 ton. 
Prędkość maksymalna na próbach przy wymuszonym ciągu wynosiła 14 węzłów. Spotykane informacje o prędkości 15 węzłów nie mają potwierdzenia w źródłach brazylijskich (ewentualnie może była ona osiągana po wymianie kotłów). Zasięg wynosił pierwotnie 1440 mil morskich przy prędkości 7,5 w.

## Służba

### Marynarka Brazylii
Pierwszym dowódcą budowanego „Floriano” został komandor Duarte Huet de Bacelar Pinto Guedes. Okręt po zbudowaniu we Francji wszedł do służby w marynarce Brazylii 31 grudnia 1900 roku. W 1901 roku odwiedził Wielką Brytanię, przy czym jego dowódcą był wówczas komandor Policarpo Cesário de Barros. Po przybyciu do Brazylii, od 1902 roku „Floriano” był okrętem flagowym Eskadry Północnej (Divisão Naval do Norte) z bazą w Manaus. W styczniu 1908 roku wraz z okrętem bliźniaczym „Deodoro” reprezentował marynarkę brazylijską podczas wizyty w Rio de Janeiro amerykańskiej Wielkiej Białej Floty. „Floriano” nie brał udziału w buncie floty w Rio de Janeiro w listopadzie 1910 roku.
Okręt brał udział w manewrach floty, między innymi w największych manewrach brazylijskich 28 września – 5 października 1913 roku oraz kolejnych w styczniu – lutym 1914 roku. Wraz z bliźniaczym „Deodoro” tworzył 2. Eskadrę floty (2a Divisão Naval). Podczas I wojny światowej, od 1916 roku „Floriano” wchodził w skład Floty Północnej (Força Naval de Norte), a od lata 1918 roku był okrętem flagowym Eskadry Południowej (Divisão Naval do Sul) z bazą w São Francisco do Sul.
6 lipca 1922 roku „Floriano” został uszkodzony pociskiem podczas ćwiczebnego strzelania z fortu Copacabana na zatoce Guanabara.
Od marca do grudnia 1931 roku „Floriano” pełnił zadania hydrograficzne. Wchodził następnie w skład Flotylli Amazońskiej. W 1934 roku został wycofany z czynnej służby i rozbrojony, po czym pełnił rolę hulku koszarowego. Ostatecznie został skreślony z listy floty 2 kwietnia 1936 roku.